# Títulos y cargos del Imperio bizantino
El Imperio bizantino contaba con un desarrollado y complejo sistema de burocracia y aristocracia. Muchos de los cargos y títulos eran meramente honoríficos, pues teóricamente el único gobernante era el emperador. Durante los más de 1000 años de existencia del Imperio, se utilizaron y dejaron de usar numerosos títulos, según ganaban o perdían prestigio. Al principio los títulos usados en el Imperio eran prácticamente los mismos que en el Bajo Imperio romano, pues Bizancio mantuvo la continuidad romana. En la época de Heraclio, en el siglo vii, muchos de los títulos romanos estaban ya anticuados; en tiempos de Alejo I Comneno, muchos de los cargos eran nuevos o habían cambiado radicalmente de sentido y función, pero se mantuvieron casi sin cambios desde el reinado de Alejo hasta la caída de Constantinopla en 1453.

## Títulos imperiales

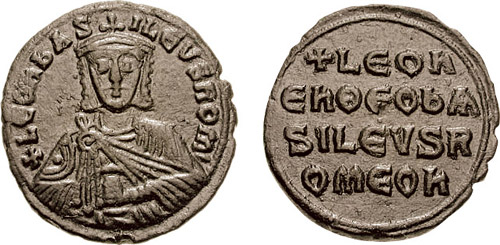
Follis de León VI el Sabio (r. 886-912): "Leon En Θeo Basileus Romeon"

- Basileus (βασιλεύς): "Monarca"; el título tradicional de los gobernantes griegos. En principio hacía referencia a cualquier gobernante del mundo greco-parlante, incluyendo al sah de Persia, pero a partir del siglo vii se convirtió en la denominación oficial del emperador. Heraclio adoptó este título en sustitución de Augusto (Augoustos) en 629, aunque el término ya era popular desde hacía varios siglos. A partir de entonces los bizantinos empezaron a referirse a los reyes extranjeros como rēgas, forma helenizada de la palabra latina rex (rey). En el año 812, los bizantinos reconocieron la dignidad imperial de Carlomagno, llamándole basileus, mas no "de los romanos" (romahion), término que reservarían para sí mismos. Algunas de las variaciones de basileus fueron:
  - Basilissa (βασίλισσα): equivalente femenino, reservado para la esposa del emperador.
  - Basileopator (βασιλεοπάτωρ): "Padre del monarca". El primero en usar este título fue Estiliano Zautzes, el suegro de León VI. Romano I también uso este título cuando fue regente de Constantino VII, incluso a pesar de ser de familias diferentes.
  - Basileus kai Autokrator (βασιλεύς αὐτοκράτωρ): "Monarca y autócrata"; el título completo del emperador a partir del siglo xii. Muchos emperadores coronaron a sus hijos como coemperadores cuando aún eran niños; estos eran llamados simplemente basileus, mientras que el emperador reinante era basileus autócrator. El término también servía para elevar el estatus del emperador frente al resto de monarcas europeos.
- Porfirogénetos (Πορφυρογέννητος): "Nacido en la púrpura"; usado por los emperadores que deseaban enfatizar la legitimidad de su ascendencia al trono. Hacía referencia a los emperadores nacidos en una sala específica del palacio imperial (llamada "Porphyra" porque estaba recubierta de losas de mármol púrpura); eran hijos de un emperador reinante y, por tanto, legítimos. No debe olvidarse que la primogenitura, o incluso la transmisión hereditaria del trono, nunca llegó a estar firme y legalmente establecida en la sucesión imperial.  Este hecho se asentaba firmemente en la tradición "republicana" romana, según la cual se rechazaba cualquier forma de herencia del poder y el título imperial consistía teóricamente en la coincidencia de varios cargos de la República en una misma persona.

- Autocrátor (αὐτοκράτωρ): "Que gobierna por sí mismo"; traducción oficial de Imperator, reservado a los emperadores.
- Sebastos (σεβαστός): "Venerable" o "Majestuoso", traducción literal de Augustus, también reservado a los emperadores. En tiempos de Alejo I Comneno pasó a ser menos importante tras la creación del título de protosebasto. Su forma femenina era sebasta. Alejo I y los emperadores posteriores crearían numerosos títulos por el procedimiento de añadir pan ("todo"), hyper ("superior"), proto ("primero") y otros prefijos a títulos básicos como sebastos.
- Despotes (δεσπότης): El título de "déspota" fue creado por Manuel I Comneno en el siglo xii, como el máximo título después del emperador. Un déspota podía ser el titular de un despotado, como por ejemplo del despotado de Morea, con capital en Mistra. Dicho título sería usado por el heredero del trono bizantino desde 1261. Su forma femenina era despoina.
- Sebastocrátor (σεβαστοκράτωρ) "Venerable gobernante," título creado por Alejo I combinando los términos de [auto]krator y sebastos. El primer sebastokrator fue el hermano de Alejo, Isaac; en esencia era un título sin contenido, que indicaba simplemente una relación muy cercana con el emperador. Su forma femenina era sebastokratorissa.
- Kaisar: (καῖσαρ) "César", en un principio, como en el Bajo Imperio romano, este título era usado por un coemperador subordinado o por el supuesto heredero. Cuando Alejo I creó el título de sebastokrator, kaisar pasó a ser el tercero en importancia, y sería el cuarto después de que Manuel I crease el título de despotes. La forma femenina era kaisarissa.

Despotes, sebastokrator, kaisar, panhypersebastos y protosebastos fueron títulos normalmente reservados a los miembros de la familia imperial y se distinguían por el uso de ropajes determinados y de distintas coronas. Sin embargo, también podían aplicarse a extranjeros: de hecho, el primer despotes fue un extranjero, Bela III de Hungría, dando a entender así que Hungría era un estado tributario de Bizancio. El primer extranjero al que se concedió el título de sebastokrator fue Stefan Nemanja de Serbia en 1191. Kaloyan de Bulgaria también usó este título. Justiniano II concedió el título de kaisar a Tervel, kan de los búlgaros*, en 705; el título luego se convirtió en el término eslavo* zar o czar (pasando así del latín al ruso*). Andrónico II Paleólogo también confirió el título de kaisar a Roger de Flor, jefe de la Gran Compañía Catalana de los almogávares, en 1304. Protosebasto fue concedido a Enrico Dandolo, dux de Venecia, antes de su implicación en la Cuarta Cruzada.

## Títulos cortesanos
- Pansebastohypertatos, panoikeiotatos y protoproedros son ejemplos de los largos títulos que se podían crear añadiendo prefijos. Se trataba de títulos reservados a miembros de la familia imperial desde la época de Alejo I, que indicaban una relación de proximidad con el emperador, pero que carecían de un poder real.
- Protovestiarios era normalmente un pariente menor del emperador, que se hacía cargo del vestuario personal del emperador, sobre todo durante las campañas militares. A veces se encargaba también de otros miembros de la casa imperial y de las finanzas personales del emperador. El término antiguo, anterior incluso a la época de Justiniano I, era curopalate (o kouropalates en griego), que se derivaba de kourator (curador), un antiguo funcionario encargado de asuntos financieros. El vestiarios era un funcionario subordinado a este. Los protovestiaria y vestiaria cumplían las mismas funciones para la emperatriz (la soberana).

Los bizantinos también contaban con títulos aristocráticos para los miembros inferiores de la familia imperial y para la nobleza de menor rango. Estos títulos solían estar adaptados de términos latinos y en cierto modo eran equivalentes a títulos similares presentes en Europa occidental (que a su vez también se derivaban de términos latinos). Entre estos se contaban los títulos de princeps (príncipe), dux (duque) y comes (conde). También disponían de títulos como kleisourarka, apokomes y akrita, más o menos equivalentes a los de marqués, vizconde o barón.
Otros nobles ostentaron títulos relacionados con la casa imperial, como  parakoimomenos (guardia personal), pankernes (copero) y megas konostaulos ("gran condestable," a cargo de los establos imperiales).

## Títulos militares

### Ejército
- Exarca: Los exarcas eran los gobernadores de las regiones más remotas del Imperio, como Italia o África, y gozaban de un grado de independencia mayor que el de otros gobernadores provinciales.
- Doméstico: los domésticos eran en origen guardias imperiales, y llegarían a ser generales en los temas. Entre estos se contaban:
  - Gran doméstico: Comandante en jefe del ejército.
  - Doméstico de las escolas: el general de las Scholae, que en origen eran una prestigiosa división del ejército y que posteriormente pasó a ser el tema que proveía de tropas a dicha división. Se trataba de un título de gran prestigio, que además tenía mucho poder, a diferencia de otros títulos.
  - Doméstico de los temas: jefe y organizador de los temas militares; había uno para los temas europeos y otro para los asiáticos.
- Catapán: "catapán"; gobernador de un tema fronterizo, como el catapán de Italia, título creado en el siglo IX.
- Estratego: jefe militar de un thema, que solía ostentar también el título de doux. El término resulta equivalente al de "general" o "almirante", y se usaba tanto en el ejército como en la armada.
- Turmarca: comandante de una turma, un escuadrón de caballería.
- Protospatario: jefe de la guardia imperial. El spatharios dependía de este.
- Protostrator: denominación tardía para el jefe del ejército.
- Estratopedarca: jefe del ejército en el campo de batalla, que seguramente también tenía poderes legales.
- Protocentarco y centarco: jefes de secciones menores de un ejército en el campo de batalla. El nombre se derivaba del término latino centurión.
- Merarca: jefe de una división de caballería en el ejército.

### Armada
- Megaduque: el "megaduque", "archiduque" o "gran duque", era en esencia el equivalente del moderno almirante en jefe de la Armada y se ocupaba de la organización de los temas navales bizantinos. Seguramente era uno de los pocos que conocían el secreto de la composición del fuego griego. A finales de la dinastía Paleólogo el megaduque se había convertido en el jefe del gobierno y de la administración, y no solo de la armada.
  - Gran drungario: subordinado al megas doux, se encargaba de los oficiales navales.
  - Drungario: oficial naval de menor graduación. El drungarokomes era una especie de drungarios de rango superior.

### Otros títulos militares
- Konostaulos: forma griega de "condestable," el jefe de los mercenarios francos.
- Hetaireiarchēs: el jefe de los mercenarios bárbaros.
- Akolouthos: "acólito", el jefe de la guardia varega.
- Spatharokandidatos: una especie de guardia de palacio en los siglos IV a VI.
- Manglavitai: cuerpo de escolta personal del emperador.
- Topoteretes: "marcador de posición", "teniente".

## Títulos de la administración
La vasta administración bizantina disponía de muchos títulos y más variados que los meramente aristocráticos o militares. En Constantinopla se contaban cientos, si no miles, de burócratas en un momento dado. Aquí figuran los más comunes, incluidos aquellos que no eran nobles, pero que estaban al servicio directo del emperador.
- Prefecto del pretorio: el prefecto de pretorio era en origen un cargo romano que usaba el jefe del ejército en las mitades oriental y occidental del Imperio. Fue abolido en el siglo VII cuando dejó de ser útil (al no haber mitad occidental del Imperio). El título se convertiría en el de domestikos. Después de las reformas de Diocleciano, las funciones del prefecto abarcaban un amplio abanico, desde aspectos administrativos y fiscales hasta judiciales e incluso legislativos. Los gobernadores provinciales se nombraban a partir de su propuesta, y de él dependía también su relevo, sujeto a la aprobación imperial. El prefecto recibía informes regulares sobre la administración enviados por los gobernadores provinciales, contaba con su propia tesorería, y el pago de los suministros de comida del ejército se hacía a su cargo. También era juez supremo de apelación, pues en los casos que atendía procedentes de tribunales inferiores no había posibilidad de apelación al emperador. Podía emitir, por propia autoridad, edictos pretorianos, pero solo con respecto a ciertas cuestiones precisas.
- Protasekretis: título antiguo del jefe de la cancillería, responsable del registro oficial. El asecretes era su subordinado. Otro cargos inferiores eran el chartoularios (a cargo de los documentos imperiales), el kastrinsios (chambelán de palacio), el mystikos (secretario privado) y el eidikos (funcionario del tesoro).
- Logoteta (Logothetes): secretario de la extensa burocracia, que realizaba diversos trabajos según la posición que ocupase. Los logotetas eran algunos de los principales burócratas:
  - Gran logoteta (Megas logothetes): jefe de los logotetas, responsable personal de sistema legal y de la tesorería, en cierto modo equivalente al "canciller" en Europa occidental.
  - Logoteta postal (Logothetes tou dromou): jefe de la diplomacia y del servicio postal.
  - Logoteta doméstico (Logothetes ton oikeiakon): jefe de los asuntos internos, como la seguridad en Constantinopla y la economía local.
  - Logoteta general (Logothetes tou genikou): responsable de los impuestos.
  - Logoteta militar (Logothetes tou stratiotikou): civil a cargo de la distribución de los pagos en el ejército.

Los logotetas tenían en principio un cierto grado de influencia en la política imperial, pero con el tiempo se convirtieron en cargos honorarios. En la época final del Imperio, el Gran logoteta se convirtió en el mesazon ("manager" o, literalmente, "hombre-medio"). Otros cargos administrativos eran:
- Prefecto: funcionario de rango menor en Constantinopla encargado del gobierno local.
- Quaestor (cuestor): en origen se trataba de un funcionario con atribuciones jurídicas y fiscales, pero perdió poder tras la imposición de los logotetas.
- Tribounos: equivalente al tribuno romano; responsable del mantenimiento de calles, monumentos y edificios de Constantinopla.
- Magister (magister officiorum o magister militum, en griego "maistor"): antiguo término romano, jefe de los oficios o jede del ejército; en tiempos de Heraclio se habían convertido en cargos honoríficos y terminarían por desaparecer.
- Sacelario: en época de Heraclio, supervisor honorario de otros funcionarios y logotetas de palacio.
- Praetor: "pretor"; en origen, administrador de Constantinopla, encargado de los impuestos; después de Alejo I, gobernador civil de un thema.
- Kephale: "céfalo", gobernador civil de una ciudad bizantina.
- Horeiarios: funcionario a cargo de la distribución de comida procedente de los graneros estatales.

El protoasecretes, logotheta, prefecto, pretor, cuestor, magister y sacellarios, entre otros, eran miembros del Senado bizantino, hasta que, a partir de Heraclio, el Senado pasó a ser una institución cada vez menos presente en el Imperio.